# Rostbukig busktörnskata
Rostbukig busktörnskata (Laniarius ferrugineus) är en fågel i familjen busktörnskator inom ordningen tättingar.

## Utseende och läte
Rostbukig busktörnskata är en knubbig och mörkryggig busktörnskata med gräddfärgad strupe. Den är vidare rostbeige på flanker, "lår" och buk, med en slående vit strimma på den mörka vingen. Honan är mattare färgad och mindre glansig än hanen. Liknande tropikbobon har ljusare undersida. Sången består av en ljudlig och ringande serie som framförs i duett: "wheeet-whee-do-do-do". Även enstaka ljudliga "wheee" och skallrande grältoner kan höras. 

## Utbredning och systematik
Rostbukig busktörnskata delas in i sex underarter med följande utbredning:
- Laniarius ferrugineus savensis – sydöstra Botswana till sydöstra Zimbabwe och södra Moçambique
- Laniarius ferrugineus tongensis – östra Sydafrika (kustnära KwaZulu-Natal) och sydöstra Moçambique
- Laniarius ferrugineus natalensis – östra och södra Sydafrika (västra och södra KwaZulu-Natal söderut till sydöstra Östra Kapprovinsen)
- Laniarius ferrugineus pondoensis – sydöstra Sydafrika (östra Östra Kapprovinsen)
- Laniarius ferrugineus transvaalensis – sydöstra Botswana, låglänta områden i norra Sydafrika (Nordvästprovinsen och Limpopoprovinsen, förutom Limpopoflodens dalgång, till östra Mpumalanga och norra KwaZulu-Natal) samt östra Swaziland
- Laniarius ferrugineus ferrugineus – sydvästra Sydafrika (södra Västra Kapprovinsen)

## Levnadssätt
Rostbukig busktörnskata hittas i fynbos, skog och skogslandskap. Där uppträder den i par, skyggt i buskar och snår. Arten födosöker genom att kraftfullt krypa fram och hoppa långsamt nära marken.

## Status
Arten har ett stort utbredningsområde och beståndet anses vara stabilt. Internationella naturvårdsunionen IUCN listar den därför som livskraftig (LC).

## Bilder

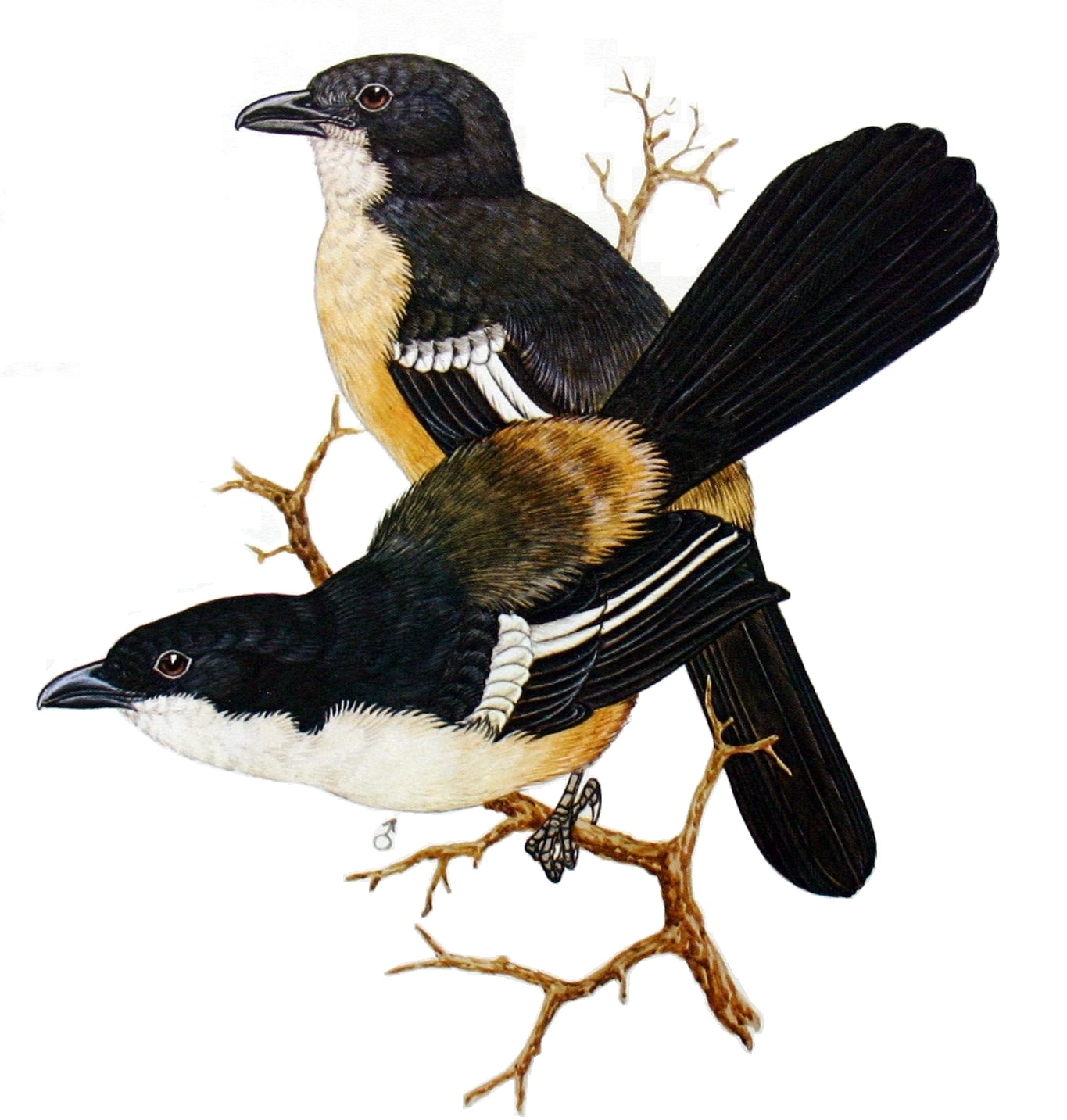
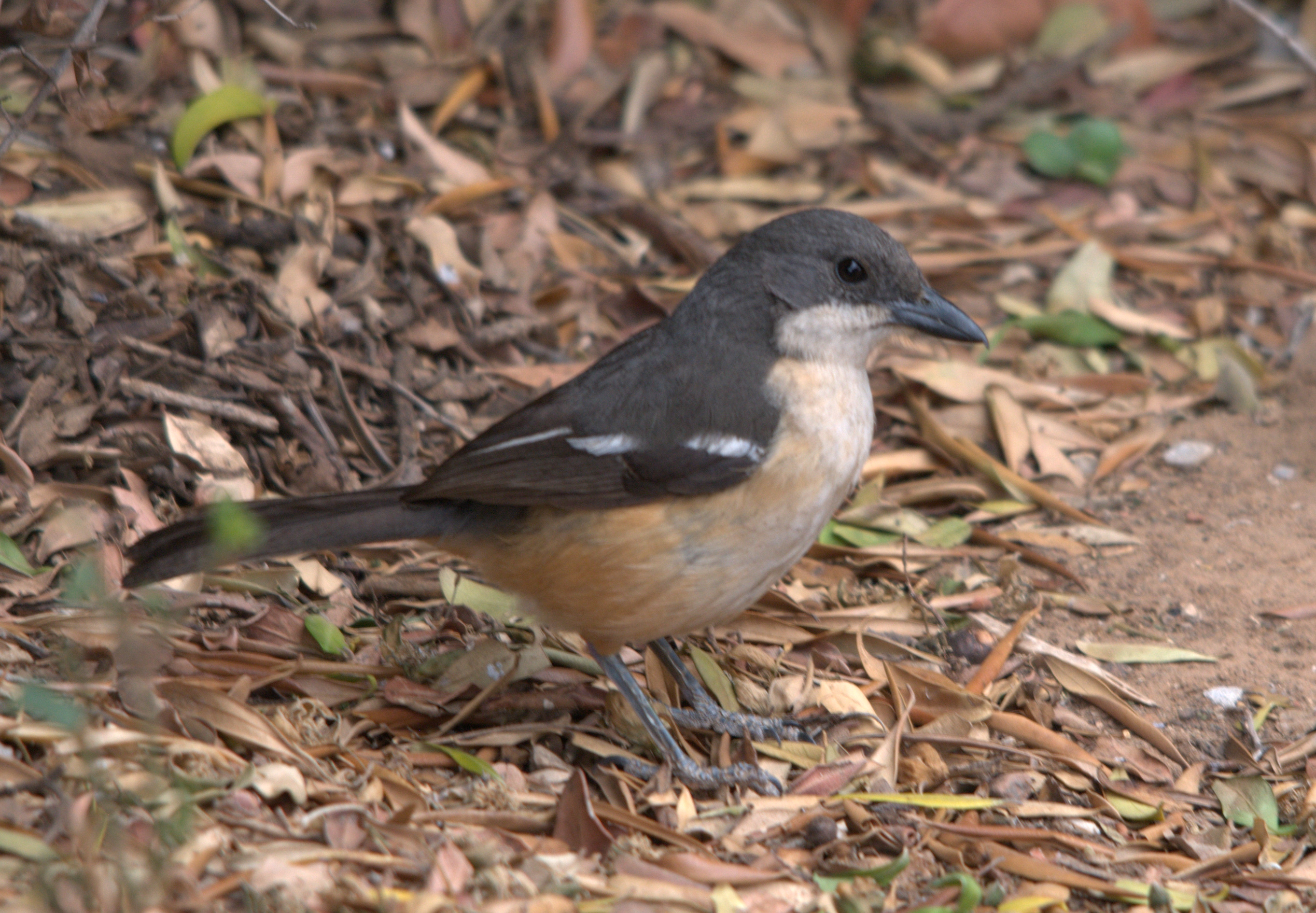
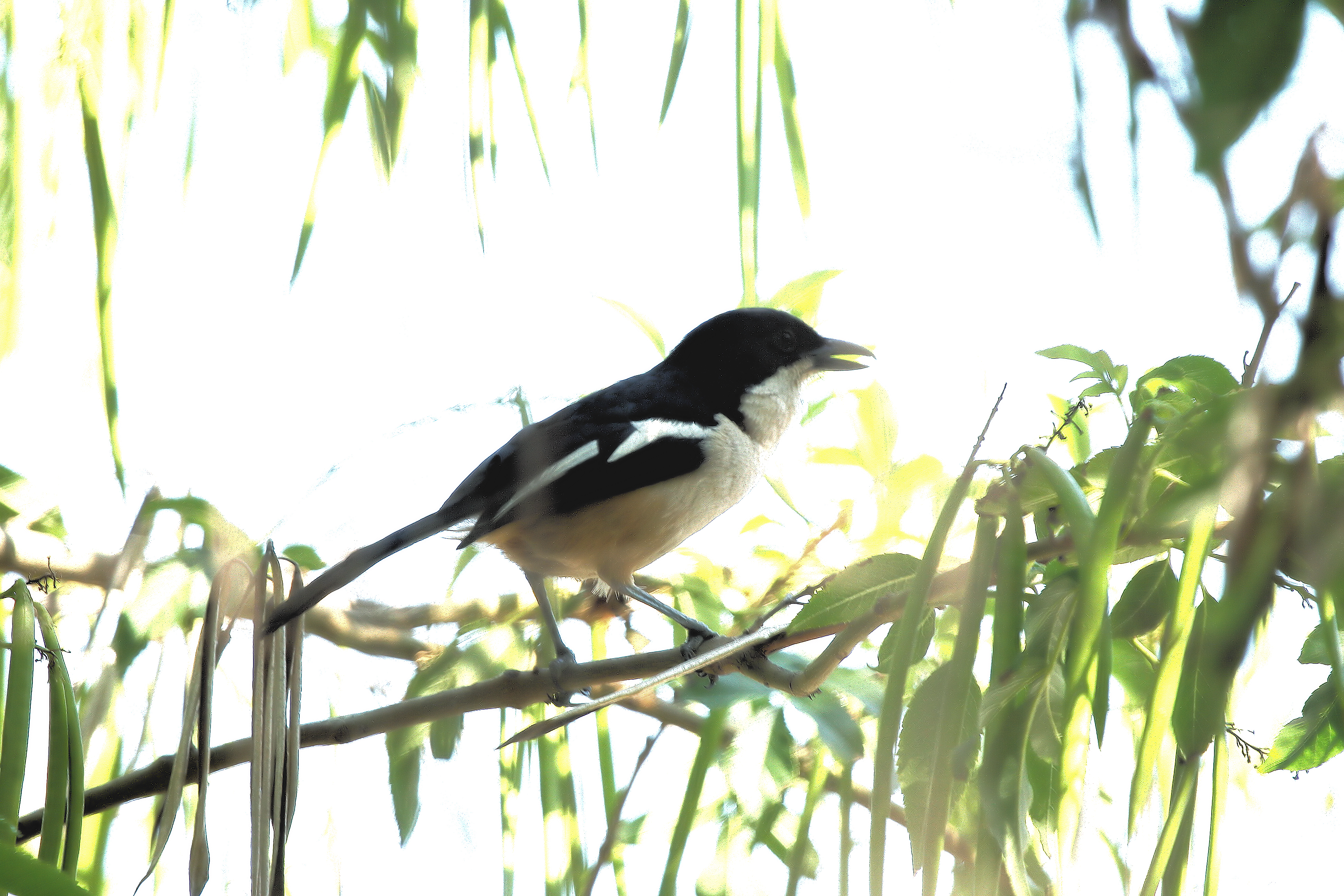